# كارلو ميلا
كارلو ميلا (بالإنجليزية: Karlo Mila)‏ (1974)؛ كاتِبة وشاعرة نيوزيلندية. درست في جامعة ماسي.